# Prix du Livre France Musique - Claude Samuel
Le prix France Musique - Claude Samuel (anciennement prix des Muses) récompense chaque année depuis 1996 le meilleur ouvrage consacré à la musique paru en langue française et dans l'année qui vient de s'écouler, qu'il s'agisse d'ouvrages portant sur la musique classique, sur le jazz et sur les musiques traditionnelles.
Jusqu'en 2016, il a été organisé par l'Association pour la création et la diffusion artistique (ACDA), présidée par Claude Samuel.
De 2010 à 2016, le prix a été organisé en partenariat avec la Fondation Singer-Polignac.
En 2017, en partenariat avec France Musique, il devient « Prix France Musique des Muses ».
Le 15 juin 2020, à la suite du décès de Claude Samuel, le directeur de France Musique, Marc Voinchet, annonce que le prix est rebaptisé, en hommage, « Prix du Livre France Musique-Claude Samuel ».
La Bourse des Muses, créée à l’initiative de la Sacem, fut attribuée chaque année de 2003 à 2013 à l’auteur d’un projet de livre en langue française, concernant la musique au XXe siècle. La bourse n'est plus attribuée depuis 2014.

## Grand Prix

### Liste des lauréats du Grand Prix du Livre France Musique-Claude Samuel
- 2025 : Jean-Christophe Branger pour Jules Massenet (Fayard)[3],[4].
- 2024 : Élise Petit pour La musique dans les camps nazis (Mémorial de la Shoah)[5],[6].
- 2023 : Charlotte Segond-Genovesi pour Musique et musiciens à Paris pendant la Grande Guerre (Vrin)[7],[8].
- 2022 : Stella Rollet pour Donizetti et la France (1831-1897). Carrière, créations, réception (Classiques Garnier)  (ISBN 978-2-406-10977-8)
- 2021 : Hervé Lacombe (dir.) pour Histoire de l'opéra français. Du Consulat aux débuts de la IIIe République (Fayard)  (ISBN 978-2-213-70956-7)

### Liste des lauréats du Grand Prix France Musique des Muses
- 2020 : Charlotte Ginot-Slacik et Michela Niccolai pour La musique dans l’Italie fasciste (1922-1943) (Fayard)  (ISBN 9782213704975) (BNF 45672258)
- 2019 : Ian Bostridge pour Le Voyage d'Hiver de Schubert (Actes Sud)  (ISBN 978-2330077457) (BNF 45429122)
- 2018 : Philip Glass, pour Parole sans Musique (Philharmonie-Cité de la Musique)  (ISBN 979-1094642092) (BNF 45217237)
- 2017 : Karol Beffa pour György Ligeti (Fayard)  (ISBN 978-2213701240) (BNF 45040224)

### Liste des lauréats du Grand Prix des Muses
- 2016 : Caroline Giron-Panel pour Musique et musiciennes à Venise (École française de Rome)[9]  (ISBN 978-2728309931) (BNF 44402225)
- 2015 : John Eliot Gardiner pour La musique au château du ciel, un portrait de Jean-Sébastien Bach (Flammarion)  (ISBN 978-2081334892) (BNF 44237212)
- 2014 : Hervé Lacombe pour Francis Poulenc, 2013, 1104 p. (Fayard) (BNF 43525362)
- 2013 : Rémy Campos et Aurélien Poidevin pour La scène lyrique autour de 1900 (Éditions L'Œil d'or) (BNF 42642403)
- 2012 : Sylvie Mamy pour Antonio Vivaldi (Fayard) (BNF 42458207)
- 2011 : Alex Ross pour The Rest is noise (Actes Sud) (BNF 42211839)
- 2010 : Gérard Condé pour Charles Gounod (Fayard) (BNF 41491325)
- 2009 : François Noudelmann pour Le toucher des philosophes, Sartre, Nietzsche et Barthes au piano (Gallimard) (BNF 41372745)
- 2008 : Zhu Xiao-Mei pour La Rivière et son secret, des camps de Mao à Jean-Sébastien Bach (Robert Laffont) (BNF 41140648)
- 2007 : Philippe Beaussant pour Passages. De la renaissance au baroque (Fayard) (BNF 40164114)
- 2006 : Jean-Michel Nectoux pour Harmonie en bleu et or : Debussy, la musique et les arts (Fayard) (BNF 40097719)
- 2005 : Christian Goubault pour Maurice Ravel : le jardin féerique (Minerve) (BNF 39264179)
- 2004 : Stéphane Goldet pour Hugo Wolf (Fayard) (BNF 39097987)
- 2003 : Dominique Jameux pour L'école de Vienne (Fayard) (BNF 38841649)
- 2002 : Hector Berlioz pour Correspondance générale (1864 – 1869) – Tome VII, édité sous la direction de Pierre Citron (Flammarion) (BNF 37660521)
- 2001 : Jean-Louis Tamvaco pour Les Cancans de l’Opéra ou le Journal d’une habilleuse, 1836-1848 (CNRS) (BNF 37069695)
- 2000 : Brigitte François-Sappey pour Robert Schumann (Fayard) (BNF 37104163)
- 1999 : Esteban Buch pour La Neuvième de Beethoven (Gallimard) (BNF 37038304)
- 1998 : deux lauréats ex æquo 
  - Michel Faure pour Du néoclacissisme musical dans la France du premier XXe siècle (Klincksieck) (BNF 35864924)
  - Gunther Schuller pour L'Histoire du Jazz (vol1) (Parenthèse/PUF) (BNF 36193672)
- 1997 : Alain Pacquier pour Les chemins du baroque dans le Nouveau monde (Fayard) (BNF 36692845)
- 1996 : François Sabatier pour Miroirs de la musique : la musique et ses correspondances avec la littérature et les beaux-arts : 1800-1950 (Fayard) (BNF 37669022)

## Prix du jury

### Liste des lauréats du Prix du jury du Prix du Livre France Musique-Claude Samuel
- 2025 : Martine Kahane pour Enquête sur le Fantôme de l'Opéra de Gaston Leroux (Classiques Garnier)[3].
- 2023 : Jean-Jacques Nattiez pour La Musique qui vient du froid (Presses de l’université de Montréal)[8].
- 2022 : Isabelle Warnier, Bernadette Mangin et Cyrille Delhaye pour Pierre Henry. L’œuvre (Philharmonie de Paris)
- 2021 : Maria Youdina et Pierre Souvtchinsky, Correspondance (1959-1970), traduction de Jean-Pierre Collot (Contrechamps)

### Liste des lauréats du Prix du jury du Prix France Musique des Muses
- 2020 : non attribué
- 2019 : Manuel Cornejo pour son édition de Maurice Ravel, L'intégrale : Correspondance (1895-1937), écrits et entretiens (Le Passeur Éditeur)[10].  (ISBN 978-2368905777) (BNF 45607052)
- 2018 : Musiques ! Echos de l’Antiquité, catalogue de l’exposition, ouvrage collectif. (Snoeck Louvre-Lens) (BNF 45363747)

### Liste des lauréats du Prix spécial du jury du Prix France Musique des Muses
- 2018 : Yves Balmer, Thomas Lacôte, Christopher B. Murray pour Le Modèle et l’Invention. Messiaen et la technique de l’emprunt (Symétrie)  (ISBN 978-2364850453) (BNF 45412329)
- 2017 : Claude Abromont pour La Symphonie fantastique ; enquête autour d'une idée fixe (La rue musicale)  (ISBN 979-1094642085) (BNF 45015071)

### Liste des lauréats du Prix spécial du jury du Prix des Muses
- 2015 : Sylvie Bouissou pour Jean-Philippe Rameau (Fayard) (BNF 43820478)
- 2014 : Georges Liébert pour Franz Liszt - Richard Wagner : Correspondance (Gallimard) (BNF 43701657)
- 2013 : Boris de Schloezer pour Stravinsky, réédition établie et présentée par Christine Esclapez (Presses universitaires de Rennes), Prix de la réédition (BNF 42701403)
- 2013 : Oliver Hilmes pour Cosima Wagner. La maîtresse de la colline (Perrin) (BNF 42781044)
- 2012 : Laurence Decobert pour Henry Du Mont (1610-1684) - Maistre et compositeur de la Musique de la Chapelle du Roy et de la Reyne (Mardaga) (BNF 42470260)
- 2011 : Henry Barraud pour Un Compositeur aux commandes de la radio, édité sous la direction de Myriam Chimènes et Karine Le Bail, préface de Jean-Noël Jeanneney et Bruno Racine, (Fayard-BnF) (BNF 42324440)
- 2010 : Sébastien Arfouilloux pour Que la nuit tombe sur l'orchestre, Surréalisme et musique (Fayard) (BNF 42073525)
- 2009 : Martial Solal pour Ma vie sur un tabouret (Actes Sud) (BNF 41284214)
- 2008 : Alain Galliari pour Anton von Webern (Fayard) (BNF 41143050)
- 2007 : Esteban Buch pour Le cas Schönberg  - Naissance de l’avant-garde musicale (Gallimard) (BNF 40926323)
- 2006 : Denis Herlin, François Lesure et Georges Liébert pour Claude Debussy : Correspondance (1872-1918) (Gallimard) (BNF 40029124)
- 2005 : Myriam Chimènes pour Mécènes et musiciens. Du salon au concert à Paris sous la IIIe République (Fayard) (BNF 39147431)
- 2004 : Rémy Stricker pour Berlioz dramaturge (Gallimard) (BNF 39021664)
- 2003 : Charles Rosen pour La génération romantique (Gallimard) (BNF 38595550)

## Prix Coup de cœur

### Liste des lauréats du Prix Coup de Cœur du Prix du Livre France Musique-Claude Samuel
- 2025 : Didier da Silva pour Musique adorable. Chabrier malgré lui (MF)[3].
- 2024 : Emmanuel Reibel pour Du métronome au gramophone (Fayard)[5],[6].
- 2023 : Delphine Blanc pour L'accord parfait ? Dans les coulisses des orchestres de musique classique (Maison des Sciences de l’Homme)[7],[8].
- 2022 : Étienne Barilier pour Pour la main gauche. Histoire d'un piano singulier (Premières Loges).
- 2021 : Jean-Noël Crocq pour Fosse notes. Une autre histoire de l'Opéra (Premières Loges).

### Liste des lauréats du Prix Coup de Cœur du Prix France Musique des Muses
- 2020 : Benjamin Lassauzet pour L'humour de Claude Debussy (éditions Hermann)  (ISBN 9791037001498) (BNF 45795785)
- 2019 : Vincent Borel pour La Vigne écarlate (Sabine Wespieser) (BNF 45577298)
- 2018 : Florence Gétreau pour Voir la Musique (Citadelles & Mazenod) (BNF 45375866)
- 2017 : Agnès Desarthe, René Urtreger pour Le Roi René (Odile Jacob) (BNF 45050444)

## Prix de l'essai

### Liste des lauréats du Prix de l'essai du Prix du Livre France Musique-Claude Samuel
- 2025 : Philippe Charru et Christoph Theobald pour La Messe en si mineur de Johann Sebastian Bach. Un culte en esprit et en vérité (Vrin)[3].
- 2024 : Lætitia Corbière pour Du concert au show business : les imprésarios au cœur des échanges internationaux (Symétrie)[5],[6].
- 2023 : Frédéric Sounac pour Black Bach ou Qui a peur de Jean-Sébastien (Aedam Musicae)[7],[8].
- 2022 : non attribué.
- 2021 : Louis Delpech pour Ouvertures à la française : migrations musicales dans l'espace germanique (1660-1730) (Brepols).

### Liste des lauréats du Prix de l'essai du Prix France Musique des Muses
- 2020 : Christopher Small pour Musiquer : le sens de l'expérience musicale (Cité de la musique-Philharmonie de Paris)  (ISBN 9791094642313)(BNF 45738286)
- 2017 : Karine Le Bail pour La Musique au pas (CNRS) (BNF 45050201)

## Prix de la biographie

### Liste des lauréats du Prix de la biographie du Livre France Musique-Claude Samuel
- 2024 : Ivan Jablonka pour Goldman (Seuil)[5],[6].
- 2022 : Philippe Blay pour Reynaldo Hahn (Fayard) (BNF 46802772)

### Liste des lauréats du Prix France Musique des Muses de la biographie
- 2020 : Christian Merlin pour Pierre Boulez (Fayard)  (ISBN 9782213704920) (BNF 45804784)
- 2019 : Richard Newman et Karen Kirtley pour Alma Rosé (Notes de Nuit)  (ISBN 9791093176154) (BNF 45654443)

### Liste des lauréats du Prix des Muses de la biographie
- 2011 : non attribué
- 2010 : Jean-Pierre Armengaud pour Erik Satie (Fayard) (BNF 42101229)
- 2009 : Didier van Moere pour Karol Szymanowski (Fayard) (BNF 41339486)
- 2008 : Alexandra Laederich pour Nadia et Lili Boulanger (Symétrie) (BNF 41160217)
- 2007 : Alain Cophignon pour Georges Enesco (Fayard) (BNF 40145831)
- 2006 : Lucie Kayas pour André Jolivet (Fayard) (BNF 40097711)
- 2005 : Jean Gallois pour Camille Saint-Saëns (Mardaga) (BNF 39264060)
- 2004 : non attribué
- 2003 : non attribué
- 2002 : Stéphan Perreau pour Joseph Bodin de Boismortier (Presses du Languedoc) (BNF 37690060)
- 2001 : deux lauréats ex æquo 
  - Hervé Lacombe pour Georges Bizet (Fayard) (BNF 37204285)
  - Max Noubel pour Elliott Carter (Contrechamps) (BNF 37213270)
- 2000 : deux lauréats ex æquo 
  - Pascal Huynh pour Kurt Weill ou la conquête des masses (Actes Sud) (BNF 37109460)
  - Roger Delage pour Emmanuel Chabrier (Fayard) (BNF 37097409)
- 1999 : Alan Walker pour Franz Liszt, tome II : Les dernières années, traduit de l'anglais par Odile Demange (Fayard) (BNF 36713092)
- 1998 : Roger Tellart pour Monteverdi (Fayard) (BNF 36186009)
- 1997 : Xavier de Gaulle pour Benjamin Britten (Fayard) (BNF 35851922)
- 1996 : Tadeusz A. Zielinski pour Chopin (Fayard) (BNF 36958592)

## Autres prix et Bourse des Muses

### Liste des lauréats du Prix des Muses d'histoire musicale
- 2012 : Laure Schnapper pour Henri Herz, magnat du piano (EHESS) (BNF 42386401)

### Liste des lauréats du Prix des Muses du livre de jazz
- 2011 : Yannick Séité pour Le Jazz, à la lettre (PUF) (BNF 42255956)
- 2010 : Laurent Cugny pour Analyser le jazz (Outre-Mesure) (BNF 42097030)

### Liste des lauréats de la Bourse des Muses
- 2013 : deux lauréats ex æquo
  - Manuel Cornejo pour son édition de Maurice Ravel, L'intégrale : Correspondance (1895-1937), écrits et entretiens (Le Passeur Éditeur)[11].  (ISBN 978-2368905777) (BNF 45607052)
  - Michel Bourcier pour Jean-Louis Florentz et l’orgue. Essai analytique et exégétique (Symétrie)[12]  (ISBN 978-2364850330) (BNF 45627723)
- 2012 : Sarah Barbedette pour Poétique du Concert. À la lumière du tableau de Nicolas de Staël (Fayard)[13] (BNF 43829454)
- 2011 : plusieurs lauréats
  - Martin Kaltenecker pour Politique de la mélodie au XXe siècle
  - Yves Balmer, Thomas Lacôte et Christopher Brent Murray pour Les techniques du langage musical d’Olivier Messiaen (bourse spéciale d'écriture)
- 2010 : Pierre Fargeton pour Le Jazz comme œuvre composée : le cas d’André Hodeir
- 2009 : François Meïmoun pour La construction du langage de Pierre Boulez (1943-1948)
- 2008 : Yannick Simon pour Composer sous Vichy (Symétrie)  (ISBN 978-2914373579) (BNF 42056846)
- 2007 : non attribuée
- 2006 : Fabien Lévy pour Le compositeur, son oreille et ses machines à écrire (Vrin) (BNF 43757483)
- 2005 : Valérie Philippin pour La voix soliste contemporaine (Symétrie)[14] (BNF 45348041)
- 2004 : Karol Beffa pour Biographie de György Ligeti (Fayard)  (ISBN 978-2213701240) (BNF 45040224)
- 2003 : Max Noubel pour Les Ultramodernes américains, ou la résonance perdue